# Festival Couleur Café
 (janvier 2017).
Si vous disposez d'ouvrages ou d'articles de référence ou si vous connaissez des sites web de qualité traitant du thème abordé ici, merci de compléter l'article en donnant les références utiles à sa vérifiabilité et en les liant à la section « Notes et références ».
Le Festival Couleur Café est un festival de musiques du monde et urbaines. Il est organisé par l'association sans but lucratif Zig Zag. Il a lieu chaque année à Bruxelles, sur le plateau du Heysel dans le parc d'Osseghem (et précédemment sur le site de Tour et Taxis), le dernier week-end du mois de juin (si cela se présente, à cheval sur juin et juillet).

## L'histoire

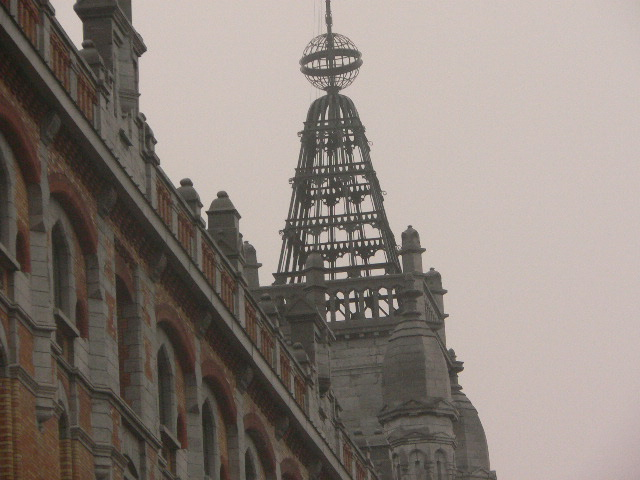
Tour et Taxis - Festival Couleur Café

Fin des années 1980, Patrick Wallens (qui fondera l'Asbl Zig Zag avec Poney Gross) effectue son 'service civil' auprès de la Vénerie (centre culturel de Watermael-Boitsfort). Il profite d'un voyage en Suisse avec Mirko Popovitch pour découvrir le Paléo Festival de Nyon. Festival dont il s'inspirera pour importer le concept à Bruxelles. 
L'idée était de proposer un festival convivial qui offrirait autre chose qu'une vaste et morne plaine pour lieu de résidence (en opposition à Torhout-Werchter par exemple). Le festival se voulait ancré dans le tissu social de Bruxelles et s'installait dès la première édition, en 1990, dans les Halles de Schaerbeek, les anciennes halles maraîchères situées en plein cœur de Bruxelles (aujourd'hui reconverties en centre culturel européen).
La programmation de l'époque était principalement axée sur les musiques africaines et afro-cubaines. Les ingrédients du festival sont déjà présents ; souks, décoration, restos, artisans, fanfares. La première édition accueille 5 300 personnes.
En 1994, à la suite des travaux des Halles de Schaerbeek, le festival s'installe sur le site de Tour et Taxis, l'un des plus anciens sites industriels d'Europe. Cet ancien et vaste site industriel désaffecté (aujourd’hui en restauration), situé en pleine ville, le long du canal de Bruxelles, à quelques minutes à peine du centre de la capitale, comporte plusieurs grands bâtiments et entrepôts faits de briques, verre et fer forgé, exemples de valeur de l’architecture industrielle. Le lieu offre au festival la possibilité d’extension nécessaire ainsi qu’un décor exceptionnel. La programmation musicale lorgne du côté de la musique urbaine et se veut volontairement éclectique en offrant une place de choix aux découvertes et à la scène musicale belge, avec le concours de talents Wanted, tout en restant dans le créneau 'worldbeat'. Au fil des années, le côté festif du festival et l'aspect pluridisciplinaire se voient renforcés, notamment au travers de l'exposition thématique Cool Art Café consacrée aux arts plastiques et la multiplication des activités extra-musicales : cours de danse, démonstrations de free style, invitation d'ONG.

## Aujourd'hui
Le festival s'affiche comme un festival de toutes les musiques offrant désormais cinq scène principales où se côtoient RnB, hip-hop, world, soul, afro, reggae, dub, dancehall, latin, salsa, raï, jazz, funk ainsi qu'un espace consacré aux musiques électroniques. La programmation fait preuve d'éclectisme en mêlant artistes confirmés et découvertes. Organisé comme un grand village convivial dans la ville, avec ses places et ses ruelles, le festival offre, en marge de la musique, des animations (pour petits et grands), des cours de danse, des expositions  ainsi que des lieux de rencontres multi-culturelles.
Chaque année, les ONG d’aide au développement participent à l’événement : regroupées sur une place, elles proposent animations, informations et débats.
En 2007, le festival a accueilli près de 70 000 personnes sur trois jours.
En 2009, le festival Couleur Café met en place, pour sa 20e édition et pour la première fois de son existence, un camping sur le site de Tour & Taxis, nommé Camping Zen.
Pour l'édition 2017, le festival quitte Tour & Taxis pour le plateau du Heysel.

## Fréquentation
| Années | Festivaliers |
| ------ | ------------ |
| 1990   | 5 300        |
| 2002   | 56 000       |
| 2014   | 82 000       |
| 2015   | 68 300       |
| 2017   | 60 000       |
| 2018   | 65 500       |

## Programmation

### Années 2000

#### 2007
Elle a eu lieu les 29, 30 juin et 1er juillet 2007.
Ont participé à cette édition :
- Vendredi : Manu Dibango, UB40, Gotan Project, Sanseverino, Live From Buena Vista, Kelis, Patrice, Skarbone 14, Jaune Toujours, Manou Gallo, DJ Gaetano Fabri, Puturnayo presents Gipsy.CZ, Dubioza Kolektiv, DJ Click.

- Samedi : Rachid Taha, Yuri Buenaventura, Ziggy Marley, Cassius, Sniper, Daan, Ismael Lo, Puggy, Slang, The Tellers, Amazones, Les Blérots de R.A.V.E.L., Cosy Mozzy, Buscemi, Adrian Sherwood.

- Dimanche : Johnny Clegg, The Roots, Sean Paul, Ayọ, Horace Andy, The Locos, Malibu Stacy, Pablo Andres, Joshua, Konga Vibes, Sierra Leone's Refugee All Stars, The Lubacovians, Lexxus Legal & PNB, ABB, DJ Mehdi.

#### 2008
Aṣa, Erykah Badu, Gentleman, Jimmy Cliff, Kassav', Kery James, Natacha Atlas, Orishas, Zucchero

#### 2009
Amadou & Mariam, Alpha Blondy, Arno, Asian Dub Foundation, Babylon Circus, Ben Harper, Benabar, Cesaria Evora, Emir Kusturica, Khaled, Keziah Jones, Magic System, Mamady Keita, Oi Va Voi, Ozomatli, Rohff, Selah Sue, Shameboy, Solomon Burke, The Skatalites, Zap Mama

### Années 2010

#### 2010
1060, Tsiganisation Project, Diam's, Ebony Bones, Femi Kuti, George Clinton, Hindi Zahra, Papa Wemba, Rox, Scylla, Selah Sue, Snoop Dogg, Soprano, Staff Benda Bilili

#### 2011
Absynthe Minded, Alborosie, Arsenal, DJ Shadow, Merdan Taplak, Seal, Selah Sue, Yael Naim, Ziggy Marley, Ziggi Recado.

#### 2012
|                      | Titan Stage                                                  | Univers Stage | Phoenix Stage                                                                                          |
| -------------------- | ------------------------------------------------------------ | --- | --- |
| vendredi 29 juin     | - Psy4 De La Rime - Magic System - Jessie J - Erykah Badu    | - Collie Buddz & New Kingston - Nas - Sharon Jones & The Dap-Kings - Lee & Omar Perry met Adrian Sherwoord & The Home Grown Band | - Boban i Marko Markovic Orkestar - Imany - Tinariwen - Joshua                                         |
| samedi 30 juin       | - Admiral T - Gentleman - De La Soul - Sean Paul             | - Caravan Palace - Le Peuple de l'Herbe - Ruzzo & Roldan (Orishas) - Chinese Man - The Subs                                      | - La Chiva Gantiva - Beverly Jo Scott - Jali - Bomba Estéreo                                           |
| dimanche 1er juillet | - Zebda - Gogol Bordello - Ben l'Oncle Soul - Stephen Marley | - Orquesta Buena Vista Social Club met Omara Portuondo - Brigitte - Ayọ - Public Enemy                                           | - Sebastian Sturm - The Peas Project - Childfish Gambino - Hypnotic Brass Ensemble - General Elektriks |

#### 2013
|                  | Titan Stage                                                                                        | Univers Stage                                                                                   | Move Stage                                                                                              |
| ---------------- | -------------------------------------------------------------------------------------------------- | ----------------------------------------------------------------------------------------------- | --- |
| vendredi 28 juin | - Max Romeo & The Congos - Aloe Blacc - Nneka - Wyclef Jean & Refugee Camp - Faithless & Maxi Jazz | - Trixie Whitley - Kery James - Skip the Use - Jimmy Cliff                                      | - Coely - Sindicato Sonico - Saule - La Makina Del Karibe - Neneh Cherry & RocketNumberNIne             |
| samedi 29 juin   | - Tarrus Riley - Fat Freddy's Drop - Andy Allo - Macklemore & Ryan Lewis - Matisyahu               | - Gandhi - Zaz - Xavier Rudd - Maceo Parker - Birdy Nam Nam                                     | - Nina Miskina - Spaïce - Ondatrópica - Acoustic Africa - Cody Chesnutt - JoeyStar B.O.S.S. Soundsystem |
| dimanche 30 juin | - Raggasonic - Calexico - Patrice - Cee Lo Green                                                   | - Balkan Beat Box - Mos Def & Robert Glasper Band - Morgan Heritage - Die Antwoord - Wax Tailor | - Yew - Delvis - Rebelution - Salif Keita - Féfé                                                        |

#### 2014
|                  | Titan Stage                                                                                         | Univers Stage                                                                             | Move Stage |
| ---------------- | --------------------------------------------------------------------------------------------------- | ----------------------------------------------------------------------------------------- | --- |
| vendredi 27 juin | - Dilated Peoples - Dizzee Rascal - Tiken Jah Fakoly - Puggy - Basement Jaxx                        | - Iron Ites - Morcheeba - Girls in Hawaii - The Parov Stelar Band - Seeed                 | - La Yegros - Skip&Die - De Jeugd van Tegenwoordig - Seun Kuti - Soldout                                            |
| samedi 28 juin   | - Keziah Jones - Burning Spear - Ben Howard - Chinese Man                                           | - Laura Mvula - The Gladiators met Droop Lion - Chance the Rapper - The Subs - Tricky     | - Veence Hanao - Oyster Node - DJ Tudo e Sua Gente de Todo Lugar - Holi Couleur - Akua Naru - Cuban Beats All Stars |
| dimanche 29 juin | - Ky-Mani Marley - John Butler Trio - Alpha Blondy - Bootsy Collins and the Funk Unity - Jurassic 5 | - Protoje & The Indiggnation - Youssoupha - Gabriel Rios - Asian Dub Foundation - Danakil | - Little Collin - Blitz The Ambassador - The Soul Rebels - Suarez - Magnus                                          |

#### 2015
|                  | Titan Stage                                                              | Univers Stage                                                                                      | Move Stage |
| ---------------- | ------------------------------------------------------------------------ | -------------------------------------------------------------------------------------------------- | --- |
| vendredi 27 juin | - Gentleman - Arsenal - Wu-Tang Clan - Dub Inc                           | - Tarrus Riley met Dean Fraser & Alaine - Crystal Fighters - Wyclef Jean - Kavinsky - The Magician | - L'Or Du Commun & Roméo Elvis - Bigflo et Oli - Ester Rada - Shantel & Bucovina Club Orkestar - Hiatus Kaiyote |
| samedi 28 juin   | - La Chiva Gantiva - Collie Buddz - 1995 - Busta Rhymes - Caravan Palace | - Israel Vibration - Starflam - Modestep - Alborosie & The Shenghen Clan - Etienne de Crécy        | - Fùgù Mago Meets Binti - Flavia Coelho - G-Eazy - Palenke Soultribe - Kasai Allstars                           |
| dimanche 29 juin | - Milky Chance - Groundation - Cypress Hill - SOJA                       | - Naâman - Sergent Garcia - Joey Badass - Xavier Rudd & The United Nations - Buraka Som Sistema    | - Pucho Diaz - La Smala - Oddisee - Jah9 - Jupiter & Okwess International                                       |

#### 2016
|                      | Titan Stage                                                       | Univers Stage                                                                                    | Move Stage                                                                                  | Dance Stage                                              |
| -------------------- | ----------------------------------------------------------------- | ------------------------------------------------------------------------------------------------ | ------------------------------------------------------------------------------------------- | -------------------------------------------------------- |
| Vendredi 1er juillet | - Chronixx - Chic met Nile Rodgers - Selah Sue - Magic System     | - Ibeyi - Oxmo Puccino - Mr. Vegas - Method Man and Redman                                       | - Kwabs - Quantic Live - G.A.N. - St. Paul and The Broken Bones - Akua Naru                 | - Woodie Smalls - Roméo Elvis & Le Motel - Pomrad - LTGL |
| samedi 2 juillet     | - Arno - Ghinzu - De La Soul - Youssou N'Dour - Julian Marley     | - CunninLynguists - The Royal Family of Morgan Heritage - Goran Bregovic - Claptone - Jamie Woon | - Alpha Wann - Hudson Mohawke - Young Fathers - Elito Revé Y Su Charangon - Atomic Spliff   | - Clap! Clap! - Kel Assouf - Chicos Y Mendez             |
| dimanche 3 juillet   | - Bunny Wailer - Nneka - Black Box Revelation - Soprano - Protoje | - De Jeugd van Tegenwoordig - NIVEAU4 - Kassav' - Trixie Whitley - Apollo Brown & Guilty Simpson | - Grandgeorge - Pat Thomas & Kwashibu Area Band - Féfé - MHD - Raging Fyah - Omar Souleyman | - Jeremy Loops - Inna Modja - Bomba Estéreo              |

#### 2017
|                    | Red Stage | Green Stage                                                                                       | Blue Stage                                                                                 | Elektropedia Black Stage                     |
| ------------------ | --- | ------------------------------------------------------------------------------------------------- | ------------------------------------------------------------------------------------------ | -------------------------------------------- |
| vendredi 30 juin   | - Ronnie Flex & Deuxperience Band - Patrice - -M- presents Lamomali - Orishas                                 | - Pura Vida - Kabaka Pyramid & The Bebble Rockers - Vald - Roméo Elvis x Le Motel - Birdy Nam Nam | - J Bernardt - Flavia Coelho - Fatima - Sango                                              | Goodfellas Sound System x Supafly Collective |
| samedi 1er juillet | - Yaniss Odua - Oumou Sangaré - Emir Kusturica & The No Smoking Orchestra - Toots and The Maytals - The Roots | - Sysmo - Scylla - Coely - Niveau4 - Tomi & Su Timbalight                                         | - Daniel Dzidzonu - Demi Portion - La Dame Blanche - Baloji - LeFtO - Compact Disk Dummies | Goodfellas Sound System x Supafly Collective |
| dimanche 2 juillet | - Jungle by Night - Kery James - Alpha Blondy - Flatbush Zombies - Damian "Jr. Gong" Marley                   | - Caballero & Jeanjass - Jupiter & Okwess - Lil Dicky - Lianne La Havas (solo) - Deluxe           | - Soom T - Jmsn - Princess Nokia - Loyle Carner - Guts Live Band - Batuk                   | Goodfellas Sound System x Supafly Collective |

#### 2018
|                      | Red Stage                                                        | Green Stage                                                                | Blue Stage                                                                            | Black Stage |
| -------------------- | ---------------------------------------------------------------- | -------------------------------------------------------------------------- | ------------------------------------------------------------------------------------- | ----------- |
| Vendredi 29 juin     | - Damso - Alborosie - Angèle - Amadou & Mariam                   | - Selah Sue - Ibeyi - Panda Dub - Dubioza kolektiv - Mélanie De Biasio     | - Mahalia - Oddisee - Togo All stars - The Color Grey - Makala, Di-meh, Slim K        |             |
| Samedi 30 juin       | - Blackwave - George Clinton - Naaman - Chronixx - Residente     | - Gregory Porter - Akua Naru - Temetan - Leon Bridges - The Underachievers | - Alia - Niveau4 - El Caribe Funk - Tank & The Bangas - Juicy - De palenque a matonge |             |
| Dimanche 1er juillet | - Coely - Milky Chance - Ziggy Marley - Young Thug - Chinese Man | - Calypso Rose - Stikstof - Lee Fields - Tarrius Riley - Fatoumata Diawara | - Masego - L'or du commun - Meta Meta - Smino - Le 77 - Chico y Mendes                |             |

#### 2019
|                  | Red Stage                                                                          | Green Stage                                                                  | Blue Stage                                                                          | Black Stage |
| ---------------- | ---------------------------------------------------------------------------------- | ---------------------------------------------------------------------------- | ----------------------------------------------------------------------------------- | ----------- |
| Vendredi 28 juin | - Sean Paul - Zwangere Guy - Xavier Rudd - Kabaka Pyramid                          | - Wizkid - Mick Jenkins - Night Lovell - Kokoroko - Les Amazones d'Afrique   | - Arp Frique - La Yegros - Samory-I - Kojaque - Dvtch Norris                        |             |
| Samedi 29 juin   | - Craig David presents TS5 - Salif Keita - Gentleman - Joyner Lucas - Inna de Yard | - Kamasi Washington - Tamino - Hamza - Niveau4 XXL - Veence Hanao & Le Motel | - Loud - Oshun - BCUC - Hollie Cook - Shayfeen&Madd - Bombataz                      |             |
| Dimanche 30 juin | - Ms. Lauryn Hill - Goran Bregovic - Tiken Jah Fakoly - Protoje                    | - Amparanoia - Groundation - Rejjie Snow - The Cat Empire - Kokoko!          | - Isha - Sampa The Great - Glauque - Kabola - Lachy Y la Suprema Ley - Martha Da'ro |             |

## Fait marquant
L'édition 2007 a été marquée par un incendie le 30 juin en début de soirée dans un entrepôt où était stocké du matériel, ce qui a nécessité l'évacuation des plus de 20 000 festivaliers présents sur le site de Tour et Taxis. La foule s'est retrouvée massée dans les rues avoisinantes, avec le rythme des fanfares du festival, sorties pour continuer la fête. Aucun blessé n'a été à déplorer et, après l'extinction du sinistre par les services incendie envoyés sur place, le festival a rouvert ses portes après une interruption de deux heures. Tous les concerts ont été décalés.

## Discographie
- 1999 - 10 ans Couleur Café (Universal)
- 2002 - Couleur Café 2002: Festival-cd
- 2004 - Festival Couleur Café - 15th (BMG) avec Sergent Garcia, Ska-P, Sizzla, Orishas, Salif Keita, Burning Spear, Daniela Mercury, Cesária Évora, Youssou N'Dour, Gabriel Rios, Zuco 103, Habib Koité, Israel Vibration, Le Peuple de l'Herbe, Asian Dub Foundation, Capleton, Starflam et Buscemi.